# Sigirija
Sigirija (syng. සීගිරිය, tamil. சிகிரியா, w swobodnym tłum. „Lwia Skała”) – stanowisko archeologiczne w Sri Lance, z ruinami starożytnego pałacu i twierdzy wzniesionymi za panowania króla Kassapy (473–491) na szczycie 180-metrowej skały. Jedno z siedmiu miejsc w Sri Lance umieszczonych w wykazie światowego dziedzictwa kulturowo-przyrodniczego.
Pod względem fizycznym obiekt stanowi ogromną bryłę magmy – pozostałość po dawno wygasłym i zapadniętym wulkanie. Usytuowany na stosunkowo płaskiej wyżynie, widoczny jest z odległości wielu kilometrów.

## W legendarnym przekazie

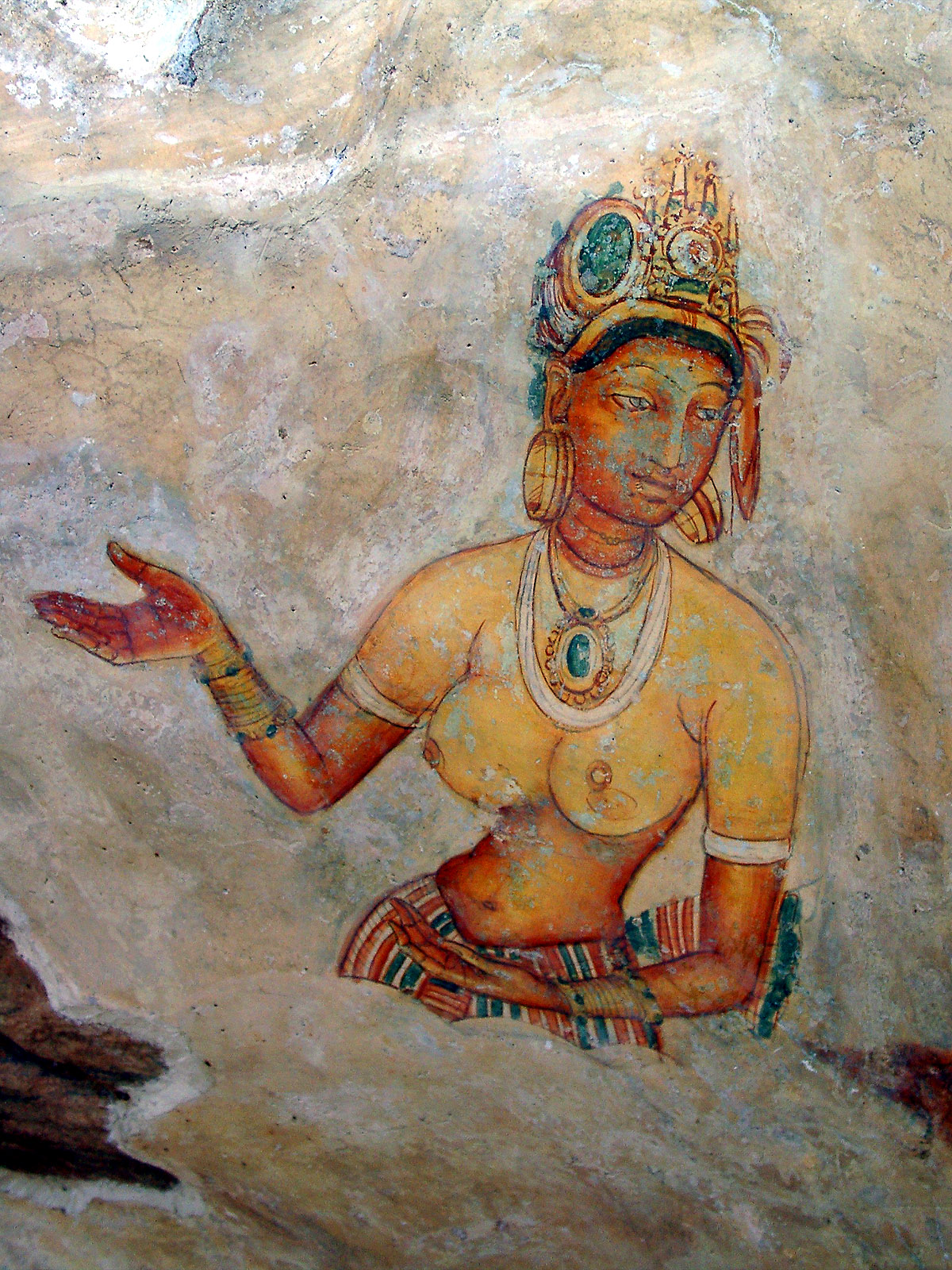
„Dama dworu” z Sigiriji

Panujący w drugiej połowie V wieku n.e. na Cejlonie król Dhatusen miał dwóch synów – Mogallana i Kassapę. Starszy Mogallan miał objąć po ojcu tron, którego nie zamierzał mu ustąpić młodszy i pochodzący z nieprawego łoża Kassapa. W roku 473 dokonał on przewrotu pałacowego, uwięził, a następnie zamordował ojca (podobno żywcem zakopanego, gdy nie chciał wyjawić miejsca ukrycia swych skarbów), lecz Mogallan, który mu się wymknął, na czele garstki zwolenników zbiegł do Indii. 
Kassapa wprawdzie został królem, choć nie opuszczał go strach przed zemstą przyrodniego brata. Dlatego postanowił zbudować zamek na szczycie odosobnionej, wyniosłej skały w centrum wyspy, w pobliżu jeziora Mineria. Ogromnym wysiłkiem wzniesiono na szczycie pałac i system fortyfikacji, wykuto zbiorniki na wodę i spichlerze na żywność dla przetrzymania nawet wielomiesięcznego oblężenia; jedyną drogę na szczyt stanowiły wykute w skale wąskie schody.
Usunięty Mogallan długo gromadził siły, by wreszcie, w roku 491, po osiemnastu latach panowania Kassapy, na czele wielkiej armii wylądować na wyspie i zaatakować uzurpatora, który pokonany w walnej bitwie, podobno popełnił samobójstwo podcinając sobie gardło własnym sztyletem w obliczu przeważających sił wroga.

## Sigirija współcześnie
Do czasów dzisiejszych zachowały się jedynie fundamenty pałacu i umocnień, a na ścianach skalnych – dobrze zachowane malowidła przedstawiające najprawdopodobniej damy dworu lub nałożnice królewskie. Zrekonstruowano początkową partię schodów, które wychodzą spomiędzy dwóch lwich łap kamiennych. Dla wygody turystów zbudowano również wygodne schody oparte na stalowej konstrukcji. 
Przewodniki turystyczne zachęcają do oglądania resztek twierdzy i Górnego Pałacu z położoną w połowie wysokości galerią malowideł naściennych, a także (u podstawy skały) – Dolnego Pałacu i umocnień oraz pałacowych ogrodów.